# Rae Morris
Rachel Anne Morris (Blackpool, 2 settembre 1992) è una cantautrice britannica.

## Biografia
Rae Morris ha firmato un contratto discografico con la Atlantic Records nel settembre 2011 ed ha pubblicato il suo singolo di debutto Don't Go nel 2012, subito dopo essere stato utilizzato nel sesto episodio della sesta stagione di Skins. Tra il 2012 e il 2013 ha supportato in concerto artisti quali Bombay Bicycle Club, Lianne La Havas, Noah and the Whale e Tom Odell. L'anno seguente ha collaborato alla traccia Up Again dei Clean Bandit, inclusa nel loro disco New Eyes. È stata candidata per il Sound of... 2015, lista stilata dalla BBC, ed il suo album d'esordio, intitolato Unguarded, ha debuttato alla 9ª posizione della Official Albums Chart. È stato promosso dai singoli Under the Shadows e Love Again, arrivati rispettivamente alla numero 53 e 83 nella classifica britannica. Ha in seguito aperto diversi concerti del The 1989 World Tour di Taylor Swift e si è esibita in numerosi festival musicali, tra cui il Bestival, Glastonbury, Lytham Festival, T in the Park, e il Truck Festival. Il secondo album Someone Out There è uscito a febbraio 2018 e si è fermato alla 20ª posizione in madrepatria.

## Discografia

### Album in studio
- 2015 – Unguarded
- 2018 – Someone Out There

### EP
- 2012 – For You
- 2012 – Grow
- 2013 – From Above
- 2014 – Do You Even Know?
- 2014 – Cold
- 2014 – Closer
- 2019 – Someone Out There, At The Piano
- 2022 - Rachel@Fairyland

### Singoli
- 2012 – Don't Go
- 2012 – Grow
- 2013 – From Above
- 2014 – Do You Even Know?
- 2014 – Cold
- 2014 – Closer
- 2015 – Under the Shadows
- 2015 – Love Again
- 2017 – Reborn
- 2017 – Do It
- 2018 – Push Me To My Limit
- 2018 – Lower The Tone
- 2018 – Someone Out There
- 2018 – Dancing With Character